# Armando Cooper
Armando Enrique Cooper Whitaker (Colón, Panamá, 26 de noviembre de 1987) es un futbolista panameño que juega como centrocampista y su equipo actual es el Sporting San Miguelito de la Primera División de Panamá.

## Carrera
Armando Cooper se inició en el Árabe Unido, donde en el año 2006 debutó profesionalmente y ayudó al equipo a conseguir tres títulos de la Liga Panameña de Fútbol. En enero de 2011 se informó que el New York Red Bull de la Major League Soccer estaría interesado en los servicios de Cooper. Sin embargo, no se llegó a ningún acuerdo con el equipo estadounidense por el coste.
Ese mismo año fichó por el Godoy Cruz de la Primera División de Argentina. El 18 de agosto de 2011 hizo su debut oficial con el cuadro bodeguero en la derrota de 0-3 contra Racing Club. Su primer gol con la playera de Godoy Cruz lo hizo el 22 de septiembre de 2011 en el empate 1-1 en casa ante Unión de Santa Fe. 
Durante la temporada 2013-14 jugó a préstamo en el Oţelul Galaţi de Rumania. El 18 de abril de 2014, contra el Gaz Metan, Armando marcó sus primeros goles rumanos.
El 3 de febrero de 2015 se concretó su traspaso al FC St. Pauli de la 2. Bundesliga, sin embargo se le rescindió su contrato en agosto de 2015 por supuesta indisciplina.

### Goles internacionales
| Núm. | Fecha                   | Lugar                                              | Rival             | Gol | Resultado | Competición                             |
| ---- | ----------------------- | -------------------------------------------------- | ----------------- | --- | --------- | --------------------------------------- |
| 1    | 17 de enero de 2011     | Estadio Rommel Fernández, Panamá, Panamá           | Nicaragua         | 1-0 | 2-0       | Copa Centroamericana 2011               |
| 2    | 19 de enero de 2011     | Estadio Rommel Fernández, Panamá, Panamá           | El Salvador       | 2-0 | 2-0       | Copa Centroamericana 2011               |
| 3    | 11 de agosto de 2011    | Estadio Ramón Aguilera Costas, Santa Cruz, Bolivia | Bolivia           | 1-3 | 1-3       | Amistoso                                |
| 4    | 14 de noviembre de 2015 | Independence Park, Independence Park, Jamaica      | Jamaica           | 0-1 | 0-2       | Eliminatoria 2018                       |
| 5    | 9 de enero de 2016      | Estadio Rommel Fernández, Panamá, Panamá           | Cuba              | 3-0 | 4-0       | Repechaje de la Copa América Centenario |
| 6    | 22 de enero de 2017     | Estadio Rommel Fernández, Panamá, Panamá           | Costa Rica        | 1-0 | 1-0       | Copa Centroamericana 2017               |
| 7    | 14 de noviembre de 2017 | Cardiff City Stadium, Cardiff, Gales               | Gales             | 1-1 | 1-1       | Amistoso                                |
| 8    | 19 de junio de 2019     | Allianz Field, Minnesota, Estados Unidos           | Trinidad y Tobago | 1-0 | 2-0       | Copa Oro 2019                           |
| 9    | 14 de noviembre de 2021 | Estadio Nacional Rod Carew, Panamá, Panamá         | Anguila           | 1-0 | 13-0      | Eliminatoria 2022                       |

## Clubes
| Club                       | País      | Año       | Partidos | Goles |
| -------------------------- | --------- | --------- | -------- | ----- |
| C. D. Árabe Unido          | Panamá    | 2006-2011 | 141      | 26    |
| C. D. Godoy Cruz           | Argentina | 2011-2013 | 25       | 3     |
| Oţelul Galaţi              | Rumania   | 2013-2014 | 21       | 3     |
| C. D. Godoy Cruz           | Argentina | 2014      | 1        | 0     |
| F. C. St. Pauli            | Alemania  | 2015      | 7        | 0     |
| C. D. Árabe Unido          | Panamá    | 2015-2016 | 18       | 3     |
| Toronto F. C.              | Canadá    | 2016-2017 | 35       | 1     |
| Universidad de Chile       | Chile     | 2018      | 2        | 0     |
| Dinamo Bucarest            | Rumania   | 2018      | 15       | 0     |
| Maccabi Petah-Tikvah F. C. | Israel    | 2019      | 20       | 5     |
| C. D. Árabe Unido          | Panamá    | 2019-2020 | 11       | 1     |
| Hapoel Tel-Aviv F. C.      | Israel    | 2020      | 6        | 0     |
| Maccabi Petah-Tikvah F. C. | Israel    | 2021      | 26       | 2     |
| C. D. Árabe Unido          | Panamá    | 2021-2024 | 15       | 0     |
| Sporting San Miguelito     | Panamá    | 2025-     | 1        | 0     |

## Palmarés
| Título                | Club              | País   | Año  |
| --------------------- | ----------------- | ------ | ---- |
| Anaprof Clausura      | C. D. Árabe Unido | Panamá | 2008 |
| LPF Apertura          | C. D. Árabe Unido | Panamá | 2009 |
| LPF Clausura          | C. D. Árabe Unido | Panamá | 2010 |
| LPF Clausura          | C. D. Árabe Unido | Panamá | 2015 |
| LPF Apertura          | C. D. Árabe Unido | Panamá | 2015 |
| Conferencia Este      | Toronto F. C.     | EEUU   | 2017 |
| Campeonato Canadiense | Toronto F. C.     | Canadá | 2017 |
| MLS                   | Toronto F. C.     | EEUU   | 2017 |